# Cervonîi Podil, Berezanka
Cervonîi Podil (în ucraineană Червоний Поділ) este un sat în comuna Dmîtrivka din raionul Berezanka, regiunea Mîkolaiiv, Ucraina.

## Demografie
Componența lingvistică a localității Cervonîi Podil
     Ucraineană (92,31%)
     Rusă (7,69%)
Conform recensământului din 2001, majoritatea populației localității Cervonîi Podil era vorbitoare de ucraineană (92,31%), existând în minoritate și vorbitori de rusă (7,69%).